# Alois Ciller
Alois Ciller (geboren als Cihula) (* 1. Juni 1883 in Brünn; † unbekannt) war ein deutscher Politiker und nationalsozialistischer Schriftsteller.

## Leben
Ciller ging auf die Oberrealschule in Brünn und studierte an der Deutschen Technischen Hochschule Prag. Während seines Studiums wurde er 1901 Mitglied der Prager Burschenschaft der Franken.
Er war Gründungsmitglied der am 15. November 1903 offiziell gegründeten Deutschen Arbeiterpartei (DAP), für die er das 1904 angenommene Parteiprogramm erstellte, und die später zur Deutschen Nationalsozialistischen Arbeiterpartei (DNSAP) wurde.
Am Ersten Weltkrieg nahm er als Oberleutnant der Reserve der Sappeurtruppe teil, in der er mehrere Kriegsauszeichnungen erhielt.
Zum 1. Oktober 1932 trat er der NSDAP bei (Mitgliedsnummer 1.388.781). In den Jahren 1937 bis 1938 war er als Vortragsredner des Reichsschulungsamts der Deutschen Arbeitsfront (DAF) in Berlin. 1938 wurde er Angestellter bei der Parteiamtlichen Prüfungskommission zum Schutze des nationalsozialistischen Schrifttums. Er arbeitete im Archivwesen und als Lektor.
Er nahm sich vermutlich das Leben.

## Ehrungen
- 1943: Goldenes Parteiabzeichen der NSDAP
- Ehrensold durch Adolf Hitler für seine Lebensarbeit

## Veröffentlichungen (Auswahl)
- Der Geist der Zeit. Politische Aufklärungs- und Streitschrift.
- Deutschösterreich und Sudetenland. Zehn Jahre im Kampfe um deutsche Freiheit und Einheit. Rede zum 21. Okt. 1928, gehalten bei der Sudetendeutschen Kundgebung in Graz. Graz 1928.
- Sudetendeutschland! Ein Kampf- und Mahnruf an alle Deutschen. Wien 1928.
- Sudetendeutschlands Märzgefallenen Gedenkblätter für die Opfer des Kampfes am deutsche Freiheit und Einheit. Wien 1928.
- Vorläufer des Nationalsozialismus. Geschichte und Entwicklung der nationalen Arbeiterbewegung im deutschen Grenzland. Wien 1932.
- Damals und heute. Entstehung, Kämpfe und Aufgaben der nationalen Arbeiterbewegung in Österreich. Wien 1937.
- Deutscher Sozialismus in den Sudetenländern und der Ostmark. 1939, 2. Auflage, Hamburg 1943. (mit einem Vorwort von Philipp Bouhler)